# Ň
Ň (gemenform: ň) är den latinska bokstaven N med det diakritiska tecknet hake över som finns i de tjeckiska, slovakiska och turkmenska alfabeten. I tjeckiska och slovakiska uttalas den [ɲ]. En kyrillisk bokstav som uttalas lika är Њ som finns i de serbiska och kroatiska alfabeten. I turkmenska uttalas Ň [ŋ] (som ett svenskt ng-ljud).